# Легенды Диснея
«Легенды Диснея» (англ. Disney Legends) — премия, учреждённая компанией «Walt Disney» в 1987 году.
Присуждается ежегодно людям, которые сделали экстраординарный и существенный вклад в историю The Walt Disney Company. Награждение проходит ежегодно на специальной церемонии.
Кандидаты на премию отбираются специальным комитетом, в который входят давние руководители The Walt Disney Company, историки и другие уважаемые персоны. Прежде комитет возглавлял Рой Дисней — родной племянник Уолта Диснея, являвшийся вице-президентом The Walt Disney Company. Он лично выбирал членов комитета. 16 декабря 2009 года Рой Дисней скончался, поэтому в 2010 году премия не вручалась.
Перед корпоративной штаб-квартирой «The Walt Disney Company» в Бербанке (Калифорния) есть площадь, на которой установлены бронзовые именные мемориальные доски. Кроме имени, каждая мемориальная доска несёт на себе отпечатки рук награждённого и его автограф — если награждаемый был жив на момент присуждения ему звания «Легенда Диснея».
На момент 2008 года этот зал славы «The Walt Disney Company» был единственным из всех голливудских киностудий.
Награда выполнена в форме руки Микки Мауса, которая держит палочку со звездой на конце. Награда «Disney Legends» была создана скульптором Андреа Фавилли. Ежегодно перед награждением награда для каждого из номинантов изготавливается вручную из бронзы.
Сам Дисней так описывал значение каждого из элементов:
У награды «The Disney Legends award» есть три основных элемента, которые характеризуют вклады, сделанные каждым талантливым получателем.
Спираль ...означает воображение, власть идеи.
Рука ...держит дары навыка, дисциплины и мастерства.
Палочка и Звезда ... представляют волшебство: искра, которая зажигается, когда воображение и навык объединяются, чтобы создать новую мечту.Рой Дисней

## Награждённые

### 1987
- Фред Макмюррей — роль в художественном фильме[2].

### 1988
- Вирджиния Дэвис — роль в анимационном фильме[3].

### 1989
- Лес Кларк — заслуги в области анимации[4];
- Марк Дэвис — заслуги в области анимации[5];
- Аб Айверкс — заслуги в области анимации[6];
- Олли Джонстон — заслуги в области анимации[7];
- Милт Каль — заслуги в области анимации[8];
- Уорд Кимбалл — заслуги в области анимации[9];
- Эрик Ларсон — заслуги в области анимации[10];
- Джон Лоунсбери — заслуги в области анимации[11];
- Вольфанг Рейтерман — заслуги в области анимации[12];
- Фрэнк Томас — заслуги в области анимации[13].

### 1990
- Роджер Брогги — заслуги в области машиностроения[14];
- Джо Фаулер — заслуги в области аттракционов[15];
- Джон Хенч — заслуги в области мультипликации и машиностроения[16];
- Ричард Ирвин — заслуги в области машиностроения[17];
- Херберт Риман — заслуги в области машиностроения[18];
- Ричард Шерман — заслуги в области музыки[19];
- Роберт Шерман — заслуги в области музыки[20].

### 1991
- Кен Андерсон — заслуги в области мультипликации и машиностроения[21];
- Джули Эндрюс — заслуги в области киносъемки[22];
- Карл Баркс — заслуги в области мультипликации и издательства[23];
- Мэри Блэр — заслуги в области мультипликации и машиностроения[24];
- Клод Клоатс — заслуги в области мультипликации и машиностроения[25];
- Дон Дагради — заслуги в области мультипликации и киносъемки[26];
- Стерлинг Холлоуэй — заслуги в области озвучивания анимационных фильмов[27];
- Фесс Паркер — заслуги в области киносъемки и телевидения[28];
- Билл Уолш — заслуги в области киносъемки и телевидения[29].

### 1992
- Джимми Додд — заслуги в области телевидения[30];
- Билл Эванс — заслуги в области машиностроения[31];
- Аннет Фуничелло — заслуги в области киносъемки и телевидения[32];
- Джо Грант — заслуги в области анимации[33];
- Джек Ханна — заслуги в области анимации[34];
- Уинстон Гиблер — заслуги в области киносъемки[35];
- Кет О'Коннор — заслуги в области анимации и машиностроения[36];
- Рой Уилльямс — заслуги в области анимации и телевидения[37];

### 1993
- Пинто Колвиг — заслуги в области озвучивания анимационных фильмов[38];
- Buddy Ebsen, Film & Television[39];
- Peter Ellenshaw, Film[40];
- Blaine Gibson, Animation & Imagineering[41];
- Harper Goff, Film & Imagineering[42];
- Irving Ludwig, Film[43];
- Jimmy MacDonald, Animation, Voice[44];
- Clarence Nash, заслуги в области озвучивания анимационных фильмов[45];
- Donn Tatum, Administration[46];
- Card Walker, Administration[47].

### 1994
- Адриана Казелотти, заслуги в области озвучивания анимационных фильмов[48];
- Bill Cottrell, Animation & Imagineering[49];
- Marvin Davis, Film & Imagineering[50];
- Van France, Attractions[51];
- David Hand, Animation[52];
- Jack Lindquist, Attractions[53];
- Bill Martin, Imagineering[54];
- Paul J. Smith, Music[55];
- Frank Wells, Administration[56].

### 1995
- Wally Boag, Attractions[57];
- Fulton Burley, Attractions[58];
- Dean Jones, Film[59];
- Анджела Лэнсбери, Film[60];
- Edward Meck, Attractions[61];
- Fred Moore, Animation[62];
- Thurl Ravenscroft, заслуги в области озвучивания анимационных фильмов[63];
- Wathel Rogers, Imagineering[64];
- Betty Taylor, Attractions[65].

### 1996
- Bob Allen, Attractions[66];
- Рекс Аллен, Film & Television[67];
- Ксавье Атенсио, Animation & Imagineering[68];
- Betty Lou Gerson, Animation—Voice[69];
- Bill Justice, Animation & Imagineering[70];
- Bob Matheison, Attractions[71];
- Sam McKim, Imagineering[72];
- Bob Moore, Animation & Film[73];
- Bill Peet, Animation, Story[74];
- Joe Potter, Attractions[75].

### 1997
- Lucien Adés, Music[76];
- Angel Angelopoulos, Publishing[77];
- Antonio Bertini, Character Merchandise[78];
- Armand Bigle, Character Merchandise[79];
- Gaudenzio Capelli, Publishing[80];
- Roberto de Leonardis, Film[81];
- Cyril Edgar, Film[82];
- Wally Feignoux, Film[83];
- Didier Fouret, Publishing[84];
- Mario Gentilini, Publishing[85];
- Сирил Джеймс, Film & Merchandise[86];
- Horst Koblischek, Character Merchandise[87];
- Gunnar Mansson, Character Merchandise[88];
- Arnoldo Mondadori, Publishing[89];
- Armand Palivoda, Film[90];
- Poul Brahe Pederson, Publishing[91];
- André Vanneste, Character Merchandise[92];
- Paul Winkler, Character Merchandise[93].

### 1998
- Джеймс Алгар, Animation & Film[94];
- Buddy Baker, Music[95];
- Кэтрин Бомонт, Animation, Voice[96];
- Virginia Davis, Animation[97];
- Рой Э. Дисней, Film, Animation & Administration[98];
- Don Escen, Administration[99];
- Wilfred Jackson, Animation[100];
- Глинис Джонс, Film[101];
- Kay Kamen, Character Merchandise[102];
- Paul Kenworthy, Film[103];
- Larry Lansburgh, Film & Television[104];
- Хэйли Миллс, Film[105];
- Al Milotte and Elma Milotte, Film[106];
- Norman "Stormy" Palmer, Film[107];
- Lloyd Richardson, Film[108];
- Курт Рассел, Film[109];
- Ben Sharpsteen, Animation & Film[110];
- Masatomo Takahashi, Administration[111];
- Vladimir (Bill) Tytla, Animation[112];
- Дик Ван Дайк, Film[113];
- Мацуо Ёкояма, Character Merchandise[114].

### 1999
- Тим Аллен, Television, Film & Animation-Voice[115];
- Мэри Коста, заслуги в области озвучивания анимационных фильмов[116];
- Норман Фергусон, Animation[117];
- Bill Garity, Film[118];
- Yale Gracey, Animation & Imagineering[119];
- Al Konetzni, Character Merchandise[120];
- Hamilton Luske, Animation[121];
- Dick Nunis, Attractions[122];
- Charlie Ridgway, Attractions[123].

### 2000
- Грейс Бейли, заслуги в области анимации[124];
- Harriet Burns, Imagineering[125];
- Джойс Карлсон, заслуги в области анимации& Imagineering[126];
- Рон Домингез, Parks & Resorts[127];
- Клифф Эдвардс, заслуги в области озвучивания анимационных фильмов[128];
- Бекки Фоллберг, заслуги в области анимации[129];
- Dick Jones, заслуги в области озвучивания анимационных фильмов[130];
- Доди Робертс, заслуги в области анимации[131];
- Ретта Скотт, заслуги в области анимации[132];
- Рути Томпсон, заслуги в области анимации[133].

### 2001
- Howard Ashman, заслуги в области музыки[134];
- Bob Broughton, Film[135];
- Джордж Брунс, заслуги в области музыки[136];
- Фрэнк Черчилль, заслуги в области музыки[137];
- Leigh Harline, заслуги в области музыки[138];
- Fred Joerger, Imagineering[139];
- Алан Менкен, заслуги в области музыки[140];
- Martin Sklar, Imagineering[141];
- Ned Washington, заслуги в области музыки[142];
- Tyrus Wong, Animation[143].

### 2002
В честь открытия парка Walt Disney Studios в парижском Диснейленде все лауреаты премии 2002 года имеют европейское происхождение. Торжественная церемония состоялась в день открытия анимационного корпуса в новом парке.
- Кен Эннакин, заслуги в области кино[144];
- Хью Эттвул, заслуги в области кино[145];
- Морис Шевалье, заслуги в области кино[146];
- Фил Коллинз, заслуги в области музыки[147];
- Сэр Джон Миллс, заслуги в области кино[148];
- Роберт Ньютон, заслуги в области кино и телевидения[149];
- Сэр Тим Райс, заслуги в области музыки[150];
- Роберт Стивенсон, заслуги в области кино[151];
- Ричард Тодд, заслуги в области кино и телевидения[152];
- Дэвид Томлинсон, заслуги в области кино[153];

### 2003
Following a dispute between Roy E. Disney and the company that resulted in Disney departing, Robert Iger, the company’s then-president and COO co-presented with Michael Eisner.
- Neil Beckett, Merchandise[154];
- Tutti Camarata, Music[155];
- Edna Francis Disney[156];
- Lillian Disney[157];
- Orlando Ferrante, Imagineering[158];
- Ричард Флейшер, Film[159];
- Флойд Готтфредсон, Animation[160];
- Бадди Хэккетт, Film & Television[161];
- Harrison «Buzz» Price, Research Economist. Located sites for Disneyland and Disney World[162];
- Al Taliaferro, Cartoonist[163];
- Эйлин Вудс, Music—Voice[164].

### 2004
- Bill Anderson, Film, Television & Administration[165];
- Тим Конуэй, Film[166];
- Rolly Crump, Imagineering[167];
- Alice Davis, Imagineering[168];
- Karen Dotrice, Film & Television[169];
- Matthew Garber, Film[170];
- Leonard H. Goldenson, Television[171];
- Bob Gurr, Imagineering[172];
- Ralph Kent, Imagineering & Attractions[173];
- Irwin Kostal, Music[174];
- Mel Shaw, Animation[175].

### 2005
В честь 50-летия Диснейленда в 2005 году все лауреаты премии внесли свой вклад в работу парков и курортов Уолта Диснея и почти все они имеют какое-то отношение к Диснейленду. Рой Э. Дисней снова выступил соавтором премии, после двухлетнего перерыва и возвращения в компанию.
- Chuck Abbott, Parks & Resorts[176];
- Milt Albright, Parks & Resorts[177];
- Hideo Amemiya, Parks & Resorts[178];
- Hideo Aramaki, Parks & Resorts[179];
- Charles Boyer, Parks & Resorts[180];
- Randy Bright, Imagineer[181];
- James Cora, Parks & Resorts[182];
- Robert Jani, Parks & Resorts[183];
- Mary Jones, Parks & Resorts[184];
- Art Linkletter, Parks & Resorts[185];
- Mary Anne Mang, Parks & Resorts[186];
- Стив Мартин, Parks & Resorts[187];
- Tom Nabbe, Parks & Resorts[188];
- Jack Olsen, Parks & Resorts[189];
- Cicely Rigdon, Parks & Resorts[190];
- William Sullivan, Parks & Resorts[191];
- Jack Wagner, Parks & Resorts[192];
- Vesey Walker, Parks & Resorts[193].

### 2006
- Tim Considine, заслуги в области кино и телевидения[194];
- Kevin Corcoran, заслуги в области кино и телевидения[195];
- Al Dempster, заслуги в области анимации[196];
- Don Edgren, Imagineering[197];
- Paul Frees, заслуги в области кино, телевидения и парков[198];
- Питер Дженнингс, заслуги в области телевидения[199];
- Сэр Элтон Джон, заслуги в области музыки[200];
- Jimmy Johnson, заслуги в области музыки[201];
- Tommy Kirk, заслуги в области кино и телевидения[202];
- Джо Рэнфт, заслуги в области анимации[203];
- David Stollery, заслуги в области кино и телевидения[204];
- Ginny Tyler, заслуги в области кино и телевидения[205].

### 2007
- Roone Arledge, заслуги в области телевидения[206];
- Арт Бэббит, заслуги в области анимации[207];
- Carl Bongirno, Imagineering[208];
- Мардж Чэмпион, заслуги в области анимации[209];
- Дик Хьюмер, заслуги в области анимации[210];
- Ron Logan, Parks and Resorts[211];
- Lucille Martin, Administration[212];
- Tom Murphy, Administration[213];
- Рэнди Ньюман, заслуги в области музыки[214];
- Floyd Norman, заслуги в области анимации[215];
- Bob Schiffer, заслуги в области киносъемки[216];
- Dave Smith, Archives[217].

### 2008
- Уэйн Оллвайн, озвучивание Микки Мауса;
- Боб Бут, заслуги в области аттракционов;
- Нил Галлахер, заслуги в области аттракционов;
- Френк Гиффорд, заслуги в области телевидения;
- Барни Мэттинсон, заслуги в области анимации;
- Уолтер Перегой, заслуги в области анимации;
- Дороти Редмонд, заслуги в области дизайна;
- Расси Тейлор, озвучивание Минни Маус;
- Барбара Уолтерс, заслуги в области телевидения;
- Оливер Уоллос, заслуги в области музыки[218].

### 2009
- Тони Ансельмо, заслуги в области озвучивания анимационных фильмов;
- Harry Archinal, заслуги в области кино;
- Беатрис Артур, заслуги в области кино и телевидения;
- Билл Фармер, заслуги в области озвучивания анимационных фильмов;
- Эстель Гетти, заслуги в области кино и телевидения;
- Дон Иверкс, заслуги в области кино;
- Ру Макклэнахан, заслуги в области кино и телевидения;
- Леота Тумбс, заслуги в области аттракционов;
- Бетти Уайт, заслуги в области кино и телевидения;
- Робин Уильямс, заслуги в области озвучивания анимационных фильмов[219].

### 2011
- Regis Philbin, Television;
- Джим Хенсон, Film, Puppetry;
- Джоди Бенсон, заслуги в области озвучивания анимационных фильмов;
- Пейдж О’Хара, заслуги в области озвучивания анимационных фильмов;
- Линда Ларкин, заслуги в области озвучивания анимационных фильмов;
- Аника Нони Роуз, заслуги в области озвучивания анимационных фильмов;
- Леа Салонга, заслуги в области озвучивания анимационных фильмов;
- Бартон «Бо» Бойд, Consumer Products;
- Джек Рейтер, Parks & Resorts;
- Бонита Рейтер, Film;
- Рэймонд Уотсон, Administration;
- Гай Уильямс, Television.

### 2013
- Тони Бакстер, заслуги в области создания аттракционов;
- Коллин Кембелл, заслуги в области создания аттракционов;
- Дик Кларк, заслуги в области телевидения;
- Билли Кристалl, заслуги в области озвучивания анимационных и кинофильмов;
- Джон Гудмен, заслуги в области озвучивания анимационных и кинофильмов;
- Стив Джобс, заслуги в области анимации;
- Глен Киан, заслуги в области анимации;
- Эд Уинн, заслуги в области озвучивания анимационных и кинофильмов награждён посмертно[220].

### 2019
- Роберт Дауни Младший.

### 2024
- Майли Сайрус.